# Малахов Ігор Михайлович
Ігор Михайлович Малахов (нар. 26 травня 1966. Київ) — український кінорежисер-кінодокументаліст, сценарист та історик. Автор програм «Ярило» на УТ3[джерело?] (1992), документального фільму «Своя доля. Сон» (1998) [джерело?] , заступник директора на київській кіностудії ім. Олександра Довженка з питань молодого кіно у 1997-2000 рр.

## Життєпис
Дитинство пройшло в Києві. Вихованням займалися бабуся із дідусем (художники Леоніла Іванівна Гриценко та Георгій Якович Калініченко, які навчалися в першій майстерні Федора Кричевського Київського художнього інституту у 1929 році). Хрещена мати мами Ігоря — Людмила Морозова, чий портрет пензля Кричевського знаходиться у Третьяковській галереї.
Після закінчення СШ №128 у 1983 році, вступив до Київського державного педагогічного інституту ім. Максима Горького (зараз НПУ ім. М. П. Драгоманова) на факультет «Історія» та, після строкової служби, закінчив своє навчання в ньому у 1991 році.
В тому ж році бере участь у стоворенні історичних програм «Ярило» для УТ3, під час яких усвідомлює необхідність отримання кінематографічної освіти.
В 1992 році мандрує з паломниками до Риму й знімає документальний серіал «Подорож до серця Європи», в якому фіксує на плівці місця, пов'язані з українськими спудеями Київської братської школи та мандрівними д'яками. Оригінальна плівка не збереглася.
В 1993 році вступає до ВДІКу на факультет «Режисура кіно» до майстерні кінодокументалістів Олександра Кочеткова, фронтового оператора Олександра Довженка; другий майстер  — Марина Бабак. Навчання закінчив 1998 року.
Завдяки перебудовним відкриттям несекретних архіви та спеціальних сховищ бібліотек, студент ВДІКу Ігор Малахов отримує доступ до матеріалів, пов'язаних з історією України та Києва. Зокрема, як історика, його особливо цікавить Красногорський Архів (Російський державний архів кінофотодокументів), де зберігаються матеріали кінохроніки та кінодокументалістики. Професійна підготовка історика зорієнтувує його на перегляд документів, яких ще й досі немає в Україні. Колишні співучні по історичному факультету допомогають кінематографісту-початківцю викупити частину цих матеріалів про Україну для майбутнього фільму.
Твір, над яким Ігор працює три роки, стає його дипломною роботою. Водночас цей проект стає останнім фільмом, зробленим на кіностудії Київнаукфільм, яка тоді занепадає і майже зникає з кінотворчого процесу з приходом інших кінематографічних технологій. Але саме на кіностудії Київнаукфільм вперше публікуються матеріли, які стають основою для створення фільму «Своя доля. Сон». Цей фільм отримує відзнаки на фестивалях у 1997-1998 роках: «Молодість», відкритий фестиваль дебютних та студентських фільмів «Свята Анна» (Росія), «Media wave» (Угорщина), «Golden Gate» (Сан-Франциско, США). Зокрема унікальність стрічки полягає в показі архівних кадрів, які до того часу ніколи не бачили в Україні: обличчя людей, види міст, деталі тодішнього побуту. Про фільм пише кінокритик Євгеній Марголіт, Людмила Таран у «Дзеркалі тижня», Сергій Васильєв відзначає, що «Ігор Малахов допомагає подивитися з 1917 року на наше минуле без осуду, зловтіхи та скорботи. А з любов'ю та співчуттям» (газета «День» від 18 вересня 1997 року).
У 1996 році щотижневик «Телетиждень» називає стрічку «Своя доля. Сон» «родинним альбомом XX століття», «Сіті» — «майже реальністю». Газета «Київський вісник» відзначила, що «з'явилася можливість побачити «живих» М.Грушевського, В.Винниченка, М.Лисенка» — і все це завдяки надзвичайній кінострічці «Своя доля. Сон».
Розлучений, троє дітей.

## Робота в кінематографі
У (…)  році Ігор Малахов призначено заступником директора кіностудії ім. Олександра Довженка з питань молодого кіно. За його директорства  двоє режисерів знімають свої фільми: Володимир Тихий — «Мийники автомобілів» та Олесь Санін — «Мамай» . Кар'єра функціонера не дуже надихає Ігоря Михайловича, то ж коли його співучні з Москви пропонують йому в 2001 році знімати документальний фільм в Якутії, митець погоджується та йде із займаної посади.
З 2001 по 2014 роки Ігор Малахов працює в Росії. Як режисер монтажу («Зима-весна» А.Зельдовича, ТНТ 2003; «4» І.Хржановського 2004; «Ейфорія» І.Вирипаєва 2006; «День Радіо» Д.Д'яченка 2008, та іншим, випущених кінокомпанією «Мосфільм».
В березні 2014 року повертається до України і знімає кіноролик гімну України для БТБ. Для проекту «Вавилон13» робить кіносюжети «Красива», «Карателі», «Сховище», «Слов’янськ. Блокпост», «Талісман», «Чому я тут?», «Допит», «Скорботне» та інші.
У 2015 році працює над документальною стрічкою «Голос Донбасу» — «Вавілон 13», д/ф «Мар’їнка. Передній край».
У 2016 році знімає документальний фільм «Уроки музики», із яким стає лауреатом Одеського кінофестивалю.
У 2018 завершує роботу над документальною стрічкою «Одеса, Утьосова 14» — фільм про сучасну Одесу.
У 2019 році знімає документальний фільм «Як почалася війна. Хроніки. Свідки.» 2 серії х 45в. ОКО1-МІП.
Також працює сценаристом: «Світ. Україна. Чорнобиль» (ICTV, Україна-2), «Якутія — північний путь» (Рекунфильм, Росія, 2001) та інші.

## Робота з фотографією
Захоплення фотографією — з часів шкільного навчання. Підсилилося під час навчання у ВДІКу, де  фотографію та операторську майстерність викладає визначний кінооператор і фотограф Сергій Мединський. У 1998 році російський канал «Культура» присвячує програму творчості Ігоря Малахова. 
У 2013 році в Музеї сучасного мистецтва (Москва, Єрмолаєвський провулок) бере участь в арт-проекті «Дубосарський — хроніки 13»”, як художник та фотограф разом з 30 сучасними художниками, майстрами фотографії.
Останні три роки  експериментує з чорно-білою плівкою вінтажного походження. Працює в жанрі фотодокументалістики. Створює образи середовища та людей працюючи над низкою «фото-сторіз».
Восени 2018 року розпочав зйомки в Софії Київській з реставраційних риштувань. Знімає древні мозаїки, чиїх смальт торкалися лише нечисленні дослідникі та такі художники, як Михайло Врубель та Андріян Прахов. Відзнятий матеріал є частиною фільму про мозаїчні храми Європи (Базиліка Святого Марка, Софійський собор (Константинополь) та інші).